# Faith (yacht)
M/Y Faith, tidigare Vertigo, är en superyacht tillverkad av Feadship i Nederländerna. Hon levererades 2016 till sin ägare Lawrence Stroll, en kanadensisk affärsman. Faith designades av Redman Whiteley Dixon (RWD) medan interiören designades av både RWD och Chahan Interior Design. Superyachten är 96,55 meter lång och har en kapacitet upp till 12 passagerare fördelat på sex hytter. Den har en besättning på 26 besättningsmän och en helikopter.

## Galleri

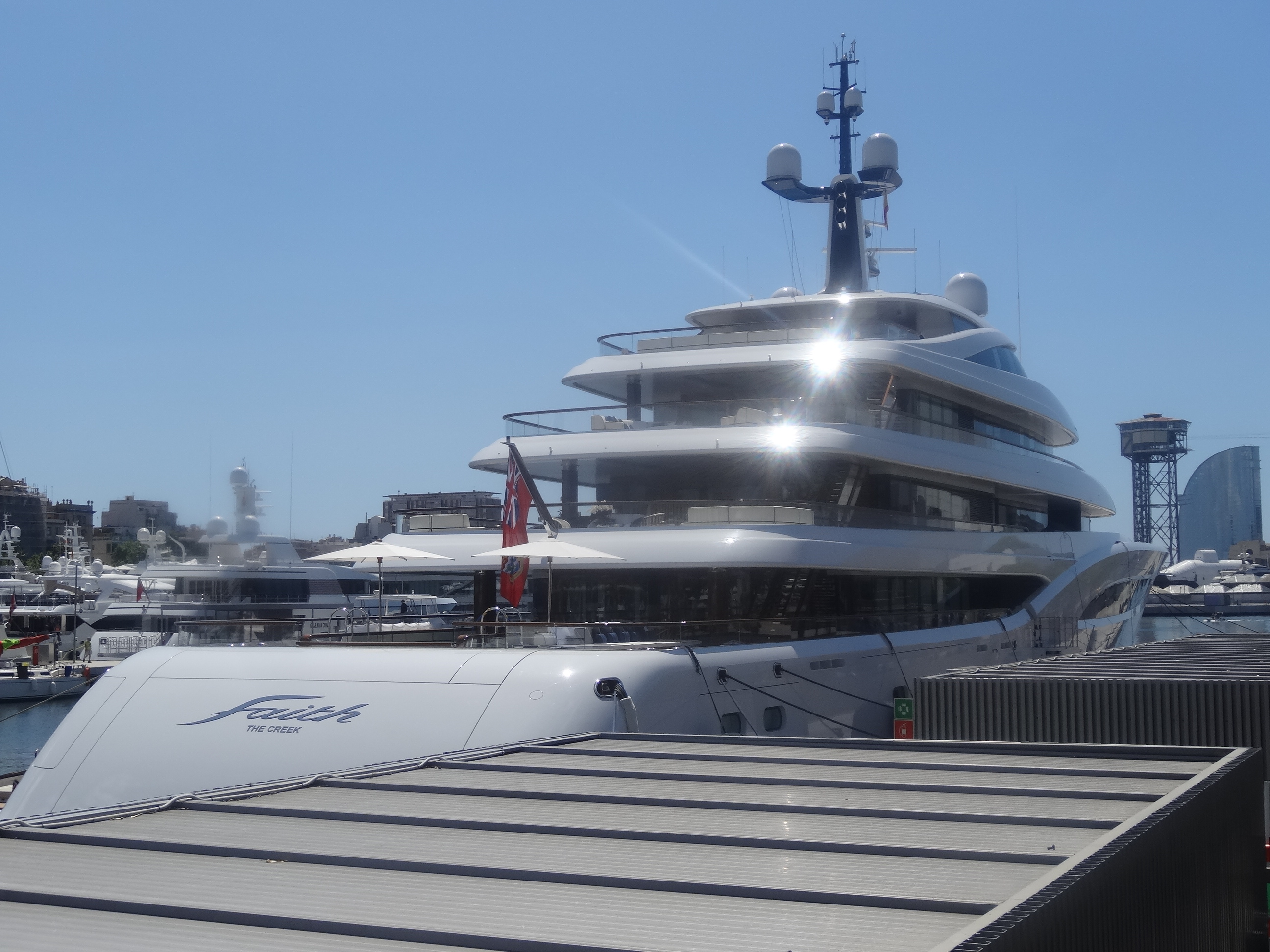
Faith i Barcelona i Spanien, 2017.
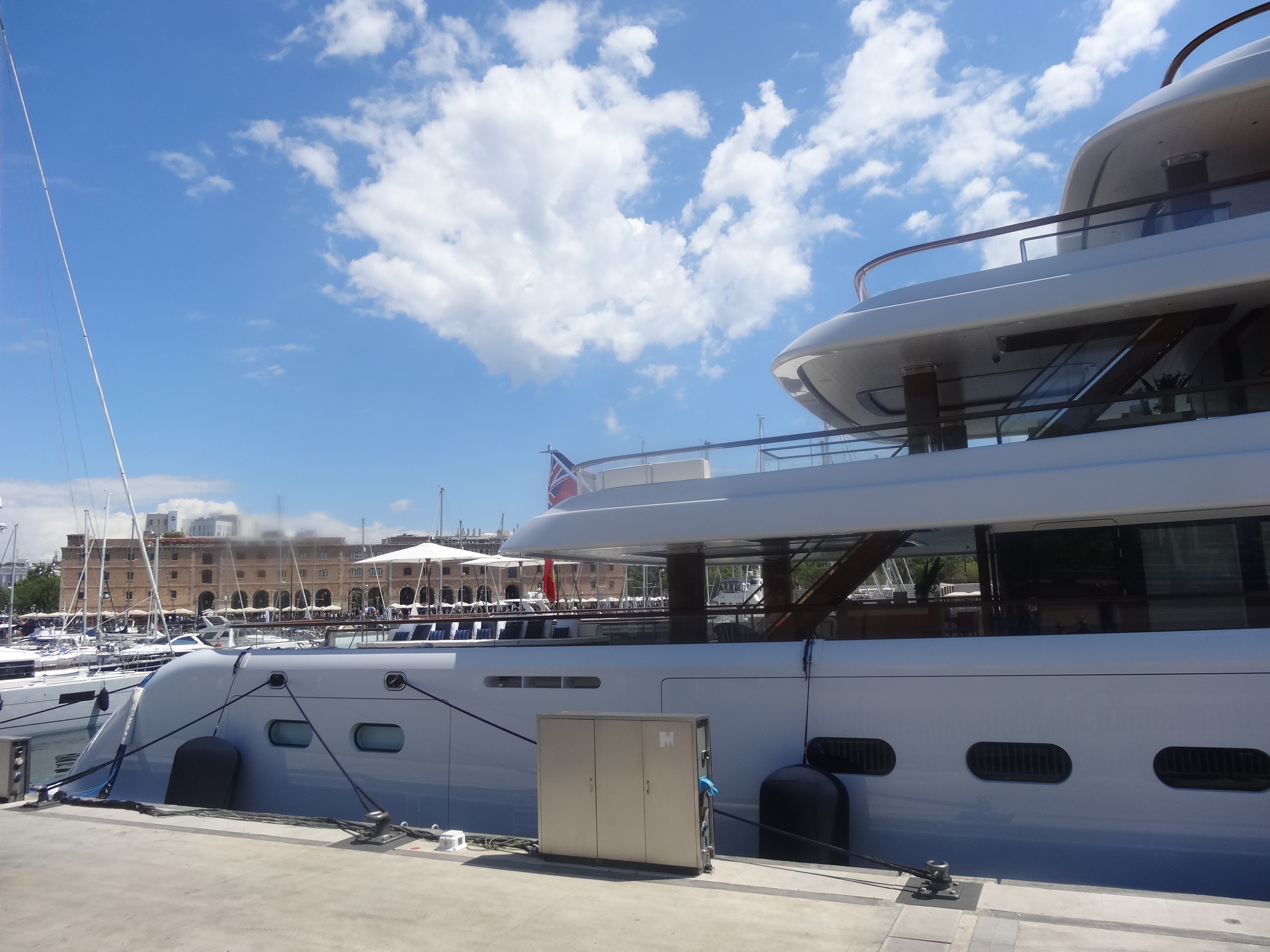
Faith i Barcelona i Spanien, 2017.
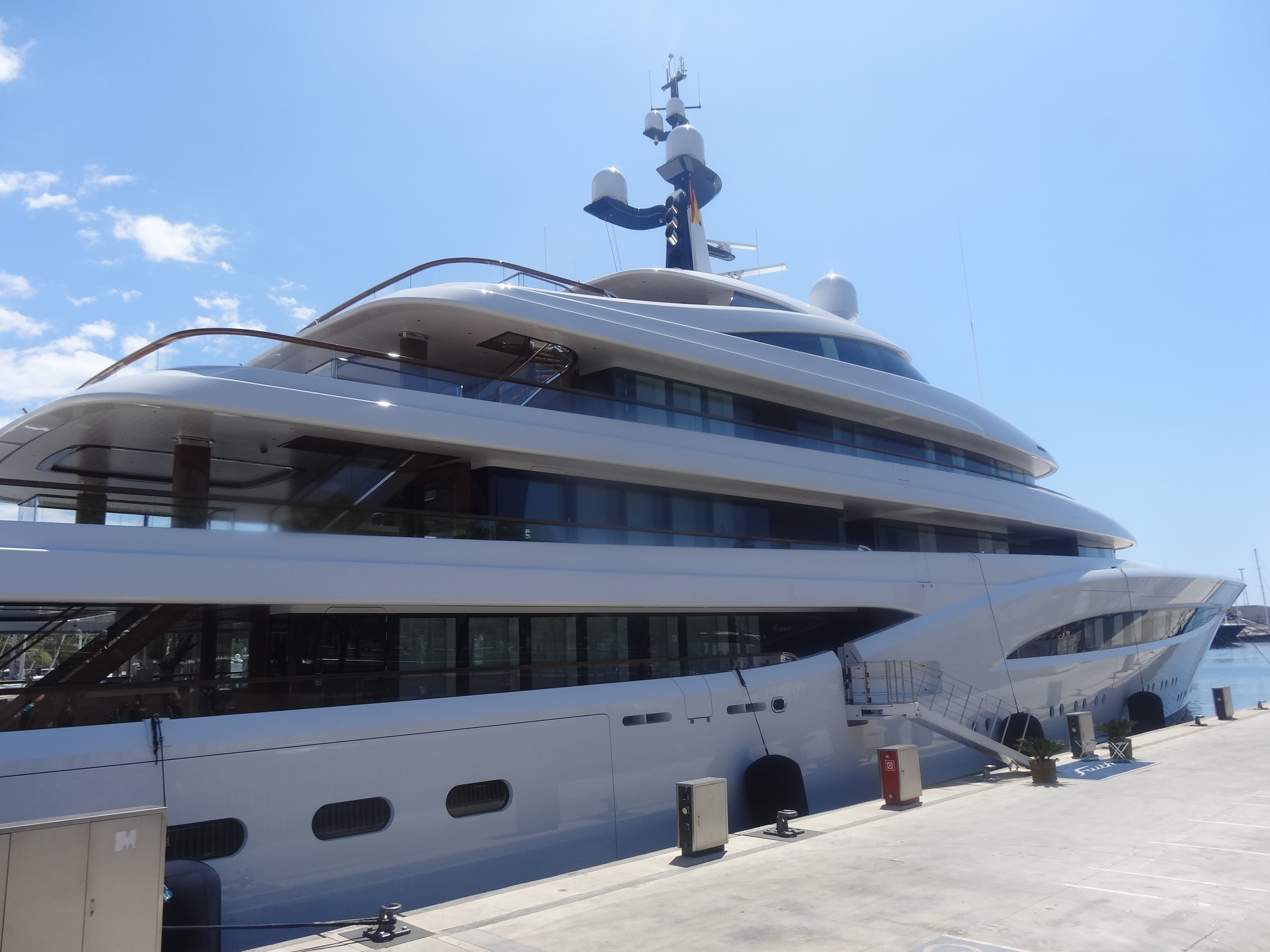
Faith i Barcelona i Spanien, 2017.